# Aleja Monte Cassino w Koszalinie
Aleja Monte Cassino – ulica w centralnej części Koszalina, stanowi obejście ścisłego centrum zlokalizowanego wzdłuż ulic Zwycięstwa i Szczecińskiej.
Pomiędzy Franciszkańską/Niepodległości i Młyńską/Fałata jest częścią drogi krajowej nr 6.